# Punisk voks
Punisk voks er en voks, der blev anvendt af de antikke grækere, især som bindemiddel for pigmenter, til enkaustik, beskrevet som den bedste og mest hvide voks. Man har for det meste betegnet punisk voks som voks med sæber i, men den burde måske snarere betegnes som voks uden fedtsyrer. Punisk voks hedder simpelthen således, fordi det stammer fra Nordafrika/Kartago, hvor det folk levede, som romerne kaldte punerne.

## Antikke forfatteres beskrivelser
Den kendte antikke forfatter Plinius den Ældre, Gaius Plinius Secundus, nævner punisk voks flere steder i sin naturhistorie, og beskriver, hvordan den fremstilles. Det er ligeledes beskrevet af de antikke forfattere Dioskurides og Vitruvius og beskrivelserne passer rimeligt sammen. I NH 21.49 skriver Plinius: “Den bedste voks er den som er kendt som punisk voks”, herefter beskrives de næstbedste og det er den fra Pondus, Kreta og Korsika, og det er sandsynligt at det er bivoks der menes, da både honning og propolis nævnes i samme forbindelse. 
Senere i samme afsnit beskrives, hvordan man fremstiller punisk voks: 
“Den puniske voks fremstilles på følgende måde: gul voks skal først bleges i det fri, hvorefter det koges i havvand, med tilsætning af noget “nitre”. Voksens blomst, eller, med andre ord, den mest hvide del, skimmes af med skeer, og hældes i beholdere der indeholder lidt koldt vand. Efter dette bliver det igen kogt for sig selv i havvand, og når det er gjort, efterlades beholderen for at køle af. Når denne procedure er blevet gentaget tre gange, efterlades voksen i det fri på en måtte af siv for at tørre i lyset af solen og månen; for mens månen hjælper på dens hvidhed, så hjælper solen med at tørre det. For god ordens skyld, så det ikke smelter, er det praksis at dække det med en linnedklud. Hvis – når det er blevet således raffineret – det igen koges en gang, er resultatet en voks med den størst mulige hvidhed.” .

## Rekonstruktion af den puniske voks
Man har igennem de sidste 450 år forsøgt at rekonstruere den puniske voks ved hjælp af de antikke opskrifter og voks, vand, soda og salt. Den klassiske strid om den puniske voks som bindemiddel til enkaustik gik på, om den var fast eller flydende, om den først skulle smeltes eller var direkte klar til at male med. Om den puniske voks var en forsæbet bivoks, der var emulgeret i vand og/eller en forsæbet bivoks, hvor sæberne var vasket ud og vandet fjernet, altså et fast stof. 
Grev Caylus (1755) var en af de første, der lavede forsøg med punisk voks. Han kogte det med vand og under afkølingen slog han massen i små dele, blandede den med farve, påførte det med pensel og indbrændte (enkausterede) til sidst .
Voksen gøres emulgerbar med vand ved at koge den i saltopløsning, hvorved saltene forbinder sig med fedtsyrerne og danner sæber, som er vandopløselige. Mens kogningen fortsætter, fortsætter man også med at omrøre og får således en emulsion, hvor voksen bliver opslemmet i vandet . Dette giver en cremet pasta, som man kan male med i kold tilstand. Når man maler med det, vil vandet fordampe enten af sig selv eller ved efterfølgende opvarmning. Spørgsmålet er imidlertid om sæberne skal vaskes ud eller ej, for at være en punisk voks. 

## Striden om sæber og fedtsyrer
Der har også været diskussion af, hvor stor betydning den præcise sammensætning af saltvandet og natronen har på produktet, og hvad natron egentligt betød i antikken. Men i store træk er forskellen altså om sæberne bevares i den puniske voks eller om de fjernes. Man har for det meste betegnet punisk voks som voks med sæber i, men burde måske snarere betegnes som voks uden fedtsyrer. Mumieportrætter og vægmaleri er analyseret for voks og i nogle ses tilstedeværelsen af sæber (; ; . 
Tilstedeværelse af sæbe i voksen behøver ikke at betyde, at den oprindeligt var i voksen. Sæberne kan være dannet ved en bindemiddel-pigment interaktion , idet salte fra pigmenter kan danne sæber med de fede syrer, ved blyhvidt kan fås blysæber. Blyhvidt findes i mange mumieportrætter . Salte fra omgivelserne kan muligvis også spille ind, afhængig af forholdene hvorunder emnet har været opbevaret. 

## Bivoks og voks i samme fund
Det har således været svært at vurdere, hvordan voksen har været oprindeligt. Det er derfor ekstra interessant, at man har fundet bivoks og noget voks, der kan være punisk voks, sammen. Fundet er analyseret ved hjælp af GC-MS . 
Det drejer sig om en 4-kamret romersk metalbeholder med indhold, som man mener har indeholdt medicin. Beholderen befinder sig på British Museum, de nærmere fundomstændigheder kendes ikke, men kamrene og deres indhold må formodes at havde været udsat for ens påvirkninger. Indholdet er analyseret og dette viste sig, sammen med andre stoffer, sukkerarter og harpiks, at indeholde bivoks i tre af kamrene og punisk voks i den fjerde. Eller rettere et materiale, der svarer til bivoks, men uden de langkædede frie fede syrer. 
Stacey prøvede at eftergøre Plinius’ beskrivelse af fremstilling af punisk voks ved følgende opskrift: ubehandlet bivoks blev kogt gentagne gange i kunstig havvand fremstillet ved at anvende 14 g rå hav salt i 400 ml vand med ca. 10 g natrium bikarbonat. Hvidt voksagtigt materiale, som samlede sig på overfladen blev skummet og derefter vasket tre gange ved at koge det i 400 ml de-ioniseret vand. Ved denne forsæbningsprocess, vil de langkædede frie fede syrer i bivoks sammen med bikarbonat danne sæber med natriumsalte: RCOOH + NaHCO3 → RCOONa + H2O + CO2. De analyserede voksen før og efter, og fandt at alle de fede syrer blev fjernet ved processen, medens n-alkanerne og voks-esterne var uændrede .